# Carl Otto Harz
Carl (o Karl) Otto Harz (Gammertingen, 28 novembre 1842 – Monaco di Baviera, 5 dicembre 1906) è stato un micologo e farmacista tedesco.

## Biografia
Dopo aver trascorso del tempo come stagista in diverse farmacie, studiò botanica all'Università di Berlino. Successivamente, si trasferì a Monaco, dove fu docente presso la Technische Universität München (dal 1873) e presso la Tierärztlichen Hochschule (dal 1874). Nel 1880 fu nominato professore di botanica e farmacognosia presso la Tierärztlichen Hochschule.
Nel 1877, con il patologo Otto Bollinger, condusse primi studi sull'actinomicosi nei bovini, ed è accreditato per aver nominato l'agente causale Actinomyces bovis. Dalle sue osservazioni, riteneva che il colpevole fossero il Botrytis o Monosporium.
Come tassonomista, ha circoscritto un certo numero di varietà dalla specie Cucurbita pepo. Il suo nome è associato ai seguenti generi micologici:
- Harzia (famiglia Ceratostomataceae), nominati da Julien Noël Costantin (1888).
- Harziella (famiglia Chaetomiaceae), nominati da Otto Kuntze (1891).[4]

## Pubblicazioni principali
- Beitrag zur Kenntniss des Polyporus Officinalis Fr, 1868.
- Einige neue Hyphomyceten Berlins und Wiens, 1872.
- Beiträge zur Kenntniss der Pflanzenbezoare des Pferdes und des Rindes, 1875.
- Landwirthschaftliche Samenkunde. Handbuch  für Botaniker, Landwirthe, Gärtner, Droguisten, Hygieniker, 1885.